# Episodi di Hazzard (sesta stagione)
La sesta stagione della serie televisiva Hazzard è composta da 22 episodi ed è stata trasmessa da CBS dal 23 settembre 1983 al 9 marzo 1984.
| nº | Titolo originale             | Titolo italiano                        | Prima TV USA      | Prima TV Italia |
| -- | ---------------------------- | -------------------------------------- | ----------------- | --------------- |
| 1  | Lulu's Gone Away             | Anche i boss hanno un cuore            | 23 settembre 1983 |                 |
| 2  | A Baby for the Dukes         | Il bebè della discordia                | 30 settembre 1983 |                 |
| 3  | Too Many Roscos              | Un sosia per rapina                    | 7 ottobre 1983    |                 |
| 4  | Brotherly Love               | Una vittoria di troppo                 | 14 ottobre 1983   |                 |
| 5  | The Boar's Nest Bears        | Lotta all'ultimo canestro              | 21 ottobre 1983   |                 |
| 6  | Boss Behind Bars             | Una corsa truffaldina                  | 28 ottobre 1983   |                 |
| 7  | A Boy's Best Friend          | Che razza i cani di razza!             | 11 novembre 1983  |                 |
| 8  | Targets: Daisy and Lulu      | Una collana da perdere la testa        | 18 novembre 1983  |                 |
| 9  | Twin Trouble                 | Due terribili gocce d'acqua            | 25 novembre 1983  |                 |
| 10 | Enos's Last Chance           | Tempi duri per i vicesceriffi          | 2 dicembre 1983   |                 |
| 11 | High Flyin' Dukes            | Un volo molto detersivo                | 9 dicembre 1983   |                 |
| 12 | Cooter's Girl                | Un papà turbolento                     | 30 dicembre 1983  |                 |
| 13 | Heiress Daisy Duke           | Ipnosi da eredità                      | 6 gennaio 1984    |                 |
| 14 | Dead and Alive               | Pittore perduto, quadro venduto        | 20 gennaio 1984   |                 |
| 15 | Play It Again, Luke          | Un agente poco rassicurante            | 27 gennaio 1984   |                 |
| 16 | Undercover Dukes: Part 1 e 2 | Per zio Sam e per il Sud - 1 e 2 Parte | 3 febbraio 1984   |                 |
| 17 | Undercover Dukes: Part 1 e 2 | Per zio Sam e per il Sud - 1 e 2 Parte | 10 febbraio 1984  |                 |
| 18 | How to Succeed in Hazzard    | Una malattia da fuorilegge             | 17 febbraio 1984  |                 |
| 19 | Close Call for Daisy         | Un diario per il nervoso               | 24 febbraio 1984  |                 |
| 20 | The Ransom of Hazzard County | La banda del giorno del giudizio       | 2 marzo 1984      |                 |
| 21 | The Fortune Tellers          | Una veggente poco previdente           | 23 marzo 1984     |                 |
| 22 | Cooter's Confession          | L'amico che non conosciamo             | 9 marzo 1984      |                 |

## Anche i boss hanno un cuore
- Titolo originale: Lulu's Gone Away
- Diretto da: Tom Wopat
- Scritto da: Len Kaufman e Myles Wilder

### Trama
Dopo un diverbio con Boss Hogg, accusato di trascurarla, sua moglie Lulu decide di lasciarlo, accettando l'ospitalità dei Duke. Lasciata sola per poco, viene rapita da tre malviventi che pretendono centomila dollari di riscatto da Boss, che si appresta subito a pagare, scoprendo com'è grama la vita senza lei. Ma Rosco, inseguendo i Duke, piomba in mezzo al pagamento, mandando tutto in fumo. I Duke, Boss, Rosco e Enos si adoperano per salvarla.

## Il bebè della discordia
- Titolo originale: A Baby For The Dukes
- Diretto da: Holligsworth Morse
- Scritto da: Si Rose

### Trama
Dopo un pic-nic i Duke trovano nel Generale Lee un bebè, lasciato poc'anzi dalla madre Mary Lou, vecchia conoscenza di Bo e Luke, perché inseguita dai due scagnozzi di Emerson Craig, un riccone nonno del bebè che disprezza la gente umile come i "contadinotti" di Hazzard, inimicandosi sia i Duke che Boss Hogg. Mentre Boss costringe Rosco e Enos a cavallo, per l'hoggonomia (cioè l'economia di Boss Hogg), Daisy si nasconde col bebè in una segheria abbandonata, ma un sigaro buttato esplode in un incendio: saranno i "contadinotti" di Hazzard a salvare Daisy e quel bambino.
- Guest star: Janeen Damian (accreditata come Janeen Best) nel ruolo di Mary Lou.
- Curiosità: L'attrice Janeen Damian (accreditata come Janeen  Best) è la figlia dell'attore James Best, lo sceriffo Rosco P. Coltrane (deceduto il 6 aprile 2015).

## Un sosia per rapina
- Titolo originale: Two Many Roscos
- Diretto da: Harvey Laidman
- Scritto da: Bruce Howard (sceneggiatura); Bruce Howard e Calvin Kelly (soggetto)

### Trama
Mentre Boss Hogg sta organizzando lo scambio di un milione di dollari tra Atlanta e Hazzard, due rapinatori filmano il tutto, poi mandano nel lago e rapiscono Rosco, durante un inseguimento a Bo e Luke, per sostituirlo con Woody, un ex-attore che, con un tocco di chirurgia, sembra il sosia di Rosco. I Duke pensano che Rosco sia morto, ma Woody ne prende il posto con risultati che non convincono Bo e Luke, che si offrono di portarlo all'ospedale, ma i due compari li fermano e li imprigionano con Rosco, mentre i tre compiono la rapina.

## Una vittoria di troppo
- Titolo originale: Brotherly Love
- Diretto da: Michael Caffey
- Scritto da: Martin Roth

### Trama
A casa Duke arriva Jud, un tizio che dice, e dimostra, di essere il fratello perduto di Luke. Jud però ha un problema: è un pugile professionista che, con il nome di Killer Kane, non ha perso un incontro che doveva perdere, perciò è braccato dall'allibratore Tex Tompkins e dal suo assistito Charlie. I Duke lo aiuteranno, anche se Luke finirà in ospedale dopo un incidente.

## Lotta all'ultimo canestro
- Titolo originale: The Boar's Nest Bears
- Diretto da: Tom Wopat
- Scritto da: Michael Michaelian e Michael Sevareid

### Trama
Bo e Luke, che si presentano in ritardo al commissario Boss Hogg per libertà condizionata, patteggiano con Boss l'allenamento della squadra di pallacanestro dodicenne di Hazzard, i "Bears", contro i pari età di Chikasaw: ma in caso di sconfitta finiscono in prigione. Per assicurarsi la vittoria, chiamano a giocare anche Rod Moffet, buon cestista, che ha appena perso suo padre. Ma il bieco Boss di Chikasaw, vuole vincere ad ogni costo, prima minacciando e poi confondendo documenti di nascita di Rod, anche perché ha scommesso con Boss cinquemila, poi divenuti diecimila, dollari.

## Una corsa truffaldina
- Titolo originale: Boss Behind Bars
- Diretto da: Don McDougall
- Scritto da: Si Rose

### Trama
Tornano ad Hazzard i viscidi Beaudry, ma stavolta per rubare la distilleria di Boss Hogg, visto che Milo ha fatto esplodere la loro. Intanto ad Hazzard è tutto pronto per la grande corsa tra i vecchi distillatori, tra cui Boss e zio Jesse. I Beaudry sabotano l'auto di zio Jesse, così durante la gara ha un brutto incidente e tutti sospettano di Boss, anche perché Pa Beaudry infila il bullone tolto nella sua tasca. Tolto di mezzo Boss che, incarcerato da Rosco, grida la sua innocenza, i Beaudry gli rubano la distilleria. Intanto i Duke vogliono vederci chiaro.

## Che razza i cani di razza!
- Titolo originale: A Boy's Best Friend
- Diretto da: Sorrell Booke
- Scritto da: Len Kaufman e Myles Wilder

### Trama
B.B. e Mandy Jo hanno rapito Maxine, un basset-hound del tutto simile a Flash. Durante una multa di Rosco, Maxine scappa e finisce al canile dove Bo e Luke lo prelevano per donarlo a Terry Lee, un triste bambino dell'orfanotrofio. Boss vuole quel cane per restituirlo al suo proprietario, Hopper, per una ricompensa di diecimila dollari. Intanto B.B. e Mandy Jo rapiscono Flash, credendolo Maxine, che poi di nascosto scambieranno appena sentono per radio che Boss ha quel cane. Alla fine gli Hopper riavranno Maxine, adottando Terry Lee.

## Una collana da perdere la testa
- Titolo originale: Targets: Daisy And Lulu
- Diretto da: Bernard McEveety
- Scritto da: Bruce Howard

### Trama
Bo e Luke riportano dall'aeroporto Daisy e Lulu, tornate da un viaggio a New Orleans, non dopo che Lulu recupera una borsa persa, da un gentiluomo col garofano, Lipton. In realtà nella borsa, simile alla sua, è chiusa una collana da un quarto di un milione di dollari, rubata. Due uomini sparano ai Duke e Lulu per riprendersi la borsa, ma poi finiscono in cella. Lipton arriva ad Hazzard per sistemare la faccenda, i Duke con l'aiuto di Boss e Rosco, travestiti da Lulu e Daisy, riescono ad arrestarlo. Infine Lulu e Boss festeggiano i 25 anni di matrimonio.

## Due terribili gocce d'acqua
- Titolo originale: Twin Trouble
- Diretto da: Paul Baxley
- Scritto da: Si Rose

### Trama
Una ragazza, apparentemente innocua e molto carina, rapina una gioielleria a Capitol City prima di scontrarsi con Luke, nello stesso momento la gemella le procura l'alibi facendosi sistemare il motore da Bo, ad Hazzard. Quando Luke torna ad Hazzard, i due cugini sfiorano il litigio, asserendo di aver visto la stessa ragazza in posti diversi. Boss Hogg, saputa la rapina dallo sceriffo Floyd di Capitol City, prova a entrare in gioco, con Rosco e Enos sui tricicli a motore, ma rilascia la gemella per seguirla come Luke, che scopre tutto.
- Curiosità: Randi e Candi Brough, che hanno interpretato i ruoli di Cindy e Sandy, sono gemelle.

## Tempi duri per i vicesceriffi
- Titolo originale: Enos's Last Chance
- Diretto da: Ralph Riskin
- Scritto da: William Raynor, Myles Wilder, Si Rose (sceneggiatura); Michael Piller (soggetto)

### Trama
Frank Scanlon è un killer, abile nei travestimenti, che gli ignari Duke portano ad Hazzard e che vuole vendicarsi di Enos che, ai tempi di Los Angeles, l'aveva arrestato, ma il tentativo è vano anche per l'aiuto di Bo e Luke. Scanlon, però, riesce a fuggire e a sventare una trappola organizzata dai Duke, prendendo in ostaggio Daisy. Enos, che è stato sollevato dall'incarico di vicesceriffo da Boss per incompetenza, corre da Scanlon, ma i Duke, Cooter, Boss e Rosco lo aiuteranno.

## Un volo molto detersivo
- Titolo originale: High Flyin' Dukes
- Diretto da: Ralph Riskin
- Scritto da: Martin Roth

### Trama
Mentre guida un piccolo aereo, Ward, il nuovo istruttore di volo di Daisy, ha un attacco di pendicite. Quindi Daisy prenderà il suo posto per irrorare i campi di Hazzard. Ma due scagnozzi di Boss Hogg mettono sapone nell'antiparassitario, così, sabotando il suo campo, Boss può truffare l'assicurazione. I due, però, rubano l'aereo per ricattare non solo i contadini di Hazzard, ma anche Boss con una registrazione.

## Un papà turbolento
- Titolo originale: Cooter's Girl
- Diretto da: Don McDougall
- Scritto da: Si Rose

### Trama
Una giovane ragazza, Nancylou, arriva al Boar's Nest accompagnata da Bo e Luke, dove trovano Cooter nel bel mezzo di una rissa che i due sedano. Nancylou dice a Cooter di essere sua figlia e non è per niente contenta di lui, ma proverà a rimanere per conoscerlo meglio vista la gentilezza dei Duke e il bene che vogliono a Cooter. Intanto i due che han scatenato la rissa, comprano da Boss Hogg un terreno per il pascolo di ovini, ma Bo, Luke e Cooter vogliono vederci chiaro e così scoprono che quel terreno serve per smaltire rifiuti tossici. 

## Ipnosi da eredità
- Titolo originale: Heiress Daisy Duke
- Diretto da: Don McDougall
- Scritto da: Len Kaufman e Myles Wider

### Trama
Un investigatore privato, scontratosi con Boss Hogg, chiede informazioni su una ragazza vista sul giornale (Daisy) simile a Vivian Stewart, che anni prima scomparve in un incidente aereo. Suo nonno, il miliardario Carter Stewart, è disposto a pagare 250.000 dollari per ritrovarla. Grazie all'intervento del prof. Crandall, che tempo prima aveva ipnotizzato Luke, Boss fa credere a Daisy di essere Vivian e la porta da Carter. Ma Vonnie, l'altra parente di Carter, che vede sfumare l'eredità, prova a farla fuori con l'aiuto del marito Alan.

## Pittore perduto, quadro venduto
- Titolo originale: Dead Or Alive
- Diretto da: James Best
- Scritto da: Martin Roth (sceneggiatura); Martin Roth e Myles Wilder (soggetto)

### Trama
L'anziano Artie Bender sta dipingendo un paesaggio quando assiste a una rapina ai danni di un blindato. Bo e Luke e, poi, lo sceriffo Little si mettono all'inseguimento, ma Little crede che i rapinatori siano Bo e Luke e li arresta. Intanto Boss Hogg nasconde Bender e lo spaccia per morto, cercando di valorizzare i suoi quadri. Ma gli evasi Bo e Luke, che contano sulla testimonianza di Bender, sistemeranno le cose. 

## Un agente poco rassicurante
- Titolo originale: Play It Agein, Luke
- Diretto da: Paul Baxley
- Scritto da: Len Kaufman e Myles Wilder

### Trama
Luke è emozionato nell'incontrare una vecchia fiamma dopo tanto tempo: Candy Dix, oggi novella cantante country, di passaggio ad Hazzard. Ma il suo manager Eddie Lee, pieno di debiti per colpa del vizio del gioco, non esita a farla fuori dopo aver trovato una polizza assicurativa sulla vita di Candy Dix del valore di centomila dollari intestata a lui. Ma lei troverà aiuto nei Duke.
- Curiosità: alla fine della puntata Candy Dix (interpretata da Roberta Leighton) e Luke Duke cantano Boulder to Birmingham.

## Per zio Sam e per il Sud
- Titolo originale: Undercover Dukes
- Diretto da: Paul Baxley
- Scritto da: Len Kaufman e Myles Wilder

### Trama
Mary Beth possiede una piccola scuderia e vorrebbe che Bo e Luke corressero per lei, ma loro rifiutano, anche quando glielo chiede suo padre J.J. Carver, noto boss della mafia. Sarà l'agente Walden del governo a spingerli ad accettare per infiltrarsi ed incriminarlo, ma Daisy e zio Jesse non devono sapere la verità, che anzi prendono male la loro decisione di ripartire per correre, anche perché non ci saranno per il compleanno di zio Jesse. Intanto Boss e Rosco si mettono sulle tracce di Bo e Luke credendo che tramino contro Carver.
Nella seconda parte, mentre Bo gareggia, Luke fotografa la riunione di J.J. Carver, ma l'intervento di Boss e Rosco manda tutto all'aria, inoltre gli scagnozzi di Carver credono che loro siano complici di Luke. Intanto giungono zio Jesse e Daisy, che prende la guida e vince al posto di Bo, perché Bo va alla villa di Carver e libera Luke, Boss e Rosco, consegnando le foto compromettenti agli agenti del governo.
- Curiosità: Anna Louise, l'assistente di Mary Beth Carver, è impersonata dall'attrice Stepfanie Kramer, futura interprete della poliziotta Dee Dee McCall nel telefilm Hunter.

## Una malattia da fuorilegge
- Titolo originale: How To Succeed In Hazzard
- Diretto da: Harvey Laidman
- Scritto da: Michael Michaelian e Michael Sevareid

### Trama
Dewey Hogg ritorna ad Hazzard dopo tanti anni e nessuno, dai Duke a suo zio Boss, sentiva la sua mancanza. Fingendosi moribondo, con tanto di finta infermiera e ambulanza con autista, è tornato per truffare Boss per 50.000 dollari più altri 50.000 offerti dai cittadini di Hazzard, custoditi in banca da zio Jesse, per la finta costruzione di una clinica. Assente Bo, andato a prendere un motore, Luke, Daisy e Cooter provano a tirarlo giù dalla sedia rotelle. Intanto Dewey sposta i soldi in un'altra cassetta di sicurezza inguaiando zio Jesse e i Duke.

## Un diario per il nervoso
- Titolo originale: Close Call For Daisy
- Diretto da: Harvey Laidman
- Scritto da: Martin Roth

### Trama
Il gangster Norman Willis, detto il Nervoso perché si preoccupa sempre in modo eccessivo di qualsiasi cosa, spara a Bo e Luke credendoli rivali. Poi, sentendosi male viene soccorso ad Hazzard da Daisy che, vestita da infermiera per una recita, scambia accidentalmente il suo diario di appunti con quello delle malefatte del Nervoso perché perfettamente uguali. Cambiato la limousine con una macchina meno vistosa, il Nervoso rivuole quel diario, cercato anche dall'FBI, coinvolgendo anche Boss e Rosco. Enos nasconde Daisy a casa sua.

## La banda del giorno del giudizio
- Titolo originale: The Ransom Of Hazzard County
- Diretto da: Michael Caffey
- Scritto da: Si Rose

### Trama
Enos viene "promosso" archivista per avere impedito una multa di Rosco ai Duke per un passaggio pedonale scolastico illegale. Al suo posto viene chiamato l'irascibile Billy Joe Coogan che, oltre che arrestare i Duke, progetta di ricattare Boss Hogg per 150.000 dollari che lo stesso ha sottratto alla contea negli ultimi anni. Spacciandosi per "la banda del giorno del giudizio", Eddie Hollis, socio di Coogan, fa saltare l'auto di Rosco. Ma non basta, quindi decidono di far saltare la diga. I Duke provano a fermarli, cercando di ridare il posto a Enos.

## Una veggente poco previdente
- Titolo originale: The Fortune Tellers
- Diretto da: Paul Baxley
- Scritto da: Si Rose

### Trama
La "veggente" Madame Delilah, insieme al suo compare nano Three Pack, piomba al Boar's Nest per fregare i campagnoli di Hazzard, tra cui Lulu. Alla chiusura del locale, il nano si infila nel condotto dell'aria e ruba l'incasso, mettendo nei guai Daisy. Intanto Boss Hogg, che aveva sostituito (e speso) i buoni del tesoro di Lulu con dei falsi, per non venire scoperto, ingaggia Madame Delilah, che Rosco aveva cacciato via, per sapere la nuova combinazione della cassaforte di casa, ma lei lo deruba. Con Bo alle corse, Luke e Daisy indagano.

## L'amico che non conosciamo
- Titolo originale: Cooter's Confession
- Diretto da: Bob Sweeney
- Scritto da: Len Kaufman e Myles Wilder

### Trama
Jonas Jones, vecchio amico di Cooter, lavora come autista di camion per John Harris di Capitol City, ma viene derubato del camion da Burt e Ruth, complici di Harris: c'erano ricambi destinati a Boss Hogg per il garage di Cooter. Cooter scopre tutto e si autoaccusa del furto. Bo e Luke trovano Jonas e lo convincono ad aiutarli. Facendo evadere Cooter, John Harris e i suoi complici, tornano al "lavoro", ma i Duke elaborano un piano per fermarli, perché per zio Jesse, uno straniero è solo "un amico che non conosciamo", come Jonas.